# Olivia O'Brien
Olivia O'Brien (Los Angeles, 26 de novembro de 1999) é uma cantora e compositora norte-americana. É conhecida por sua colaboração com gnash em "i hate u, i love u", canção que esteve colocada entre os dez postos da Billboard Hot 100. Em 2016, lançou seu single de estreia "Trust Issues" e duas faixas seguintes, "Root Beer Float", com participação de Blackbear, e "Find What You're Looking For".

## Primeiros anos
O'Brien nasceu em 26 de novembro de 1999 em Los Angeles, Califórnia. Começou a cantar desde os sete anos, e aprendeu a tocar guitarra e piano sozinha. Frequentou a Justin-Siena High School em Napa, Califórnia.

## Carreira

### 2015–2016: Início
Inicialmente, O'Brien ganhou a atenção de gnash após publicar um cover de uma de suas canções no Soundcloud. Gnash fez contato com Olivia, expressando interesse em seu material e pediu que ela lhe enviasse as músicas originais que tinha escrito. Em seguida, O'Brien enviou uma nota de voz de sua canção original, "hate u, love u" e gnash a convidou para gravar a música em Los Angeles. A canção foi lançada como "i hate u, i love u" em 17 de fevereiro de 2016, e aparece no segundo EP de gnash intitulado us. Posteriormente, o single alcançou a décima colocação da Billboard Hot 100 e o número um na Australia. A dupla estreou em julho de 2016, apresentando a canção no Late Night with Seth Meyers.

### 2016-presente:Singlesde estreia
Em 12 de agosto, O'Brien lançou seu single de estreia "Trust Issues", através da Island Records. Definida como uma canção de empoderamento, O'Brien disse que fala "para as garotas e qualquer pessoa que não quer ser tratada como sendo menos do que um cara ou qualquer pessoa que tenha dificuldade em obter auto-estima sem a aprovação de outra pessoa". "Trust Issues" estreou no site da revista Complex. Seu segundo single, "Root Beer Float" com participação de Blackbear, estreou em 15 de setembro de 2016. O'Brien e gnash apareceram novamente na televisão em 19 de setembro de 2016, apresentando "i hate u, i love u" no Today. O'Brien lançou um terceiro single, "Find What You're Looking For" em 21 de outubro de 2016. Em 9 de dezembro de 2016, O'Brien lançou "hate u love u" como single, uma versão solo de "i hate u, i love u." O'Brien lançou um videoclipe para a faixa em 20 de dezembro de 2016.
Em 17 de fevereiro de 2017, lançou a faixa "Empty". Em março de 2017, O'Brien recebeu uma indicação ao IHeartRadio Music Awards, em Best Solo Breakout. Em 17 de novembro de 2017, O'Brien lançou seu primeiro EP intitulado It's Not That Deep, contento os singles "Empty", "Tequilawine", "Fuck Feelings", "RIP" e "No Love". Em 2018, O'Brien lançou as faixas "UDK" e "I Don't Exist", que por enquanto, não estão presentes em nenhum projeto, e também, o cantor Bobby Brackins lançou "Might Die Young", contento a participação de O'Brien e a cantora Tinashe.

## Discografia

### Álbuns de estúdio
| Título            | Detalhes do álbum                                                                             |
| ----------------- | --------------------------------------------------------------------------------------------- |
| Was It Even Real? | - Lançamento: 26 de abril de 2019 - Gravadora: Island Records - Formato: Download digital, CD |

### Extended play
| Título             | Detalhes do EP                                                                                   |
| ------------------ | ------------------------------------------------------------------------------------------------ |
| It's Not That Deep | - Lançamento: 17 de novembro de 2017 - Gravadora: Island Records - Formato: Download digital, CD |

### Singles

#### Como artista principal
| Título                                                 | Ano  | Melhores posições atingidas | Álbum              |
| Título                                                 | Ano  | EUA                         | Álbum              |
| ------------------------------------------------------ | ---- | --------------------------- | ------------------ |
| "Trust Issues"                                         | 2016 | —                           | singles sem álbum  |
| "Root Beer Float" (com participação de Blackbear)      | 2016 | —                           | singles sem álbum  |
| "Find What You're Looking For"                         | 2016 | —                           | singles sem álbum  |
| "Hate U Love U"                                        | 2016 | 99                          | singles sem álbum  |
| "Empty"                                                | 2017 | —                           | It's Not That Deep |
| "Tequilawine"                                          | 2017 | —                           | It's Not That Deep |
| "Fuck Feelings"                                        | 2017 | —                           | It's Not That Deep |
| "RIP" (solo ou com participação de G-Eazy e Drew Love) | 2017 | —                           | It's Not That Deep |
| "No Love"                                              | 2017 | —                           | It's Not That Deep |
| "UDK"                                                  | 2018 | —                           | Was It Even Real?  |
| "I Don't Exist                                         | 2018 | —                           | Was It Even Real?  |
| "Care Less More"                                       | 2018 | —                           | Was It Even Real?  |
| "Love Myself"                                          | 2019 | —                           | Was It Even Real?  |
| "Just Friends"                                         | 2019 | —                           | Was It Even Real?  |
| "Just a Boy"                                           | 2019 | —                           | Was It Even Real?  |
| "Fade Out" (Seeb com Olivia O'Brien e Space Priamtes)  | 2019 | —                           | Single sem álbum   |

#### Como artista convidada
| Título                                                                          | Ano  | Melhores posições atingidas | Melhores posições atingidas | Melhores posições atingidas | Melhores posições atingidas | Melhores posições atingidas | Melhores posições atingidas | Melhores posições atingidas | Melhores posições atingidas | Melhores posições atingidas | Melhores posições atingidas | Certificações | Álbum       |
| Título                                                                          | Ano  | AUS                         | AUT                         | BEL                         | CAN                         | DIN                         | EUA                         | ITA                         | NZ                          | RU                          | SUE                         | Certificações | Álbum       |
| ------------------------------------------------------------------------------- | ---- | --------------------------- | --------------------------- | --------------------------- | --------------------------- | --------------------------- | --------------------------- | --------------------------- | --------------------------- | --------------------------- | --------------------------- | --- | ----------- |
| "i hate u, i love u" (Gnash com participação de Olivia O'Brien)                 | 2015 | 1                           |                             |                             |                             |                             |                             |                             |                             |                             |                             | - RIAA: Platina - ARIA: 2× Platina - BEA: Platina - BPI: Platina - FIMI: Ouro - IFPI DEN: Ouro - MC: Platina - RMNZ: Platina | Us          |
| "Might Die Young" (Bobby Brackins com participação de Tinashe e Olivia O'Brien) | 2018 | —                           | —                           | —                           | —                           | —                           | —                           | —                           | —                           | —                           | —                           | | To Kill For |

## Prêmios e indicações
| Ano  | Premiação                 | Categoria          | Recipiente           | Resultado |
| ---- | ------------------------- | ------------------ | -------------------- | --------- |
| 2017 | iHeart Radio Music Awards | Best Solo Breakout | Ela mesma            | Indicado  |
| 2017 | Radio Disney Music Awards | Best Breakup Song  | "i hate u, i love u" | Indicado  |